# Карлес Санс
Карлес Санс (ісп. Carles Sans, 25 травня 1975) — іспанський ватерполіст.
Олімпійський чемпіон 1996 року.
Чемпіон світу з водних видів спорту 1998, 2001 років.